# Hlíðarendi
Hlíðarendi is een sportstadion in de IJslandse hoofdstad Reykjavík. Het wordt meestal gebruikt voor voetbalwedstrijden en is de thuisbasis van Valur Reykjavík. Het stadion heeft een capaciteit van 3000 plaatsen. Het stadion werd in 2007 volledig gerenoveerd.
In juni 2007 ondertekende de club een vijfjarig sponsoringscontract met Vodafone waardoor het stadion officieel hernoemd wordt tot Vodafonevöllurinn en de sporthal waar de handbal en -basketbal wedstrijden van Valur doorgaan heeft nu de naam Vodafonehöllin gekregen.